# Jean-Frédéric Phélypeaux de Maurepas
Pour les articles homonymes, voir Maison Phélypeaux et Maurepas.
Jean-Frédéric Phélypeaux, comte de Maurepas, est un homme politique français, né le 9 juillet 1701 à Versailles et mort le 21 novembre 1781 en cette même ville. Il fut secrétaire d'État à la Marine de Louis XV de 1723 à 1749. Après une longue disgrâce, il devint ministre d'État à l'avènement de Louis XVI en 1774 jusqu'à sa mort en 1781.

## Biographie
Maurepas était doué d'une intelligence vive et d'une grande finesse, mais il était frivole et égoïste, ainsi que le note par exemple Mme de Tencin. Ironique, mordant, sarcastique, voire facétieux, « il n'était pas ce que l'on appelle méchant », écrit le baron de Besenval, mais il ne résistait jamais au plaisir d'un bon mot. De figure banale et de petite taille, il essayait de compenser la médiocrité de son physique par le soin de sa mise et une affectation de raideur et de gravité. S'il n'était pas très cultivé, il était doué d'une mémoire prodigieuse et d'un véritable talent pour la conversation. Intuitif, d'après l'abbé de Véri « son jugement sur les hommes était rarement mis en défaut », mais il lui manquait souvent de s'y tenir lui-même.

### Secrétaire d'État de Louis XV (1718-1748): un ministre de la marine efficace

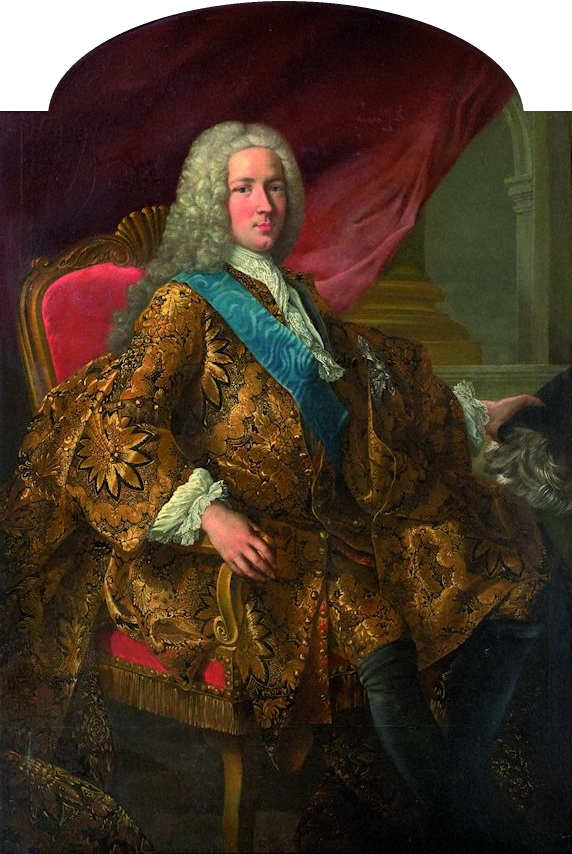
Jean-Frédéric Phélypeaux, comte de Maurepas (v. 1730) atelier de L-M Van Loo.

Fils de Jérôme Phélypeaux, comte de Pontchartrain, secrétaire d'État à la Marine et à la Maison du Roi, Maurepas, âgé de seulement quatorze ans et demi succéda, dans la seconde de ces charges à son père, que l'on avait fait démissionner en sa faveur pour s'en débarrasser. Le marquis de La Vrillière se chargea de gérer le département tout en faisant l'éducation du jeune homme, qui devint en outre son gendre en épousant le 19 mars 1718 sa fille Marie-Jeanne Phélypeaux de La Vrillière (1704-1793).
Maurepas prit en définitive ses fonctions à la Maison du Roi, avec supervision des affaires du Clergé et de Paris en 1718, à l'âge de dix-sept ans. Il devint également secrétaire d'État de la Marine le 16 août 1723, à la place de Fleuriau de Morville, nommé aux Affaires étrangères en remplacement du cardinal Dubois qui venait de mourir. Il le resta jusqu'au 23 avril 1749. C'est durant cette fonction de secrétaire d'État à la Marine qu'un fort français de la Nouvelle-France fut nommé en son honneur, le Fort Saint Frédéric. Il utilisa le négociant Vincent de Gournay, en pleine guerre pour faire de l'espionnage en Angleterre, en Hollande et dans les États allemands.

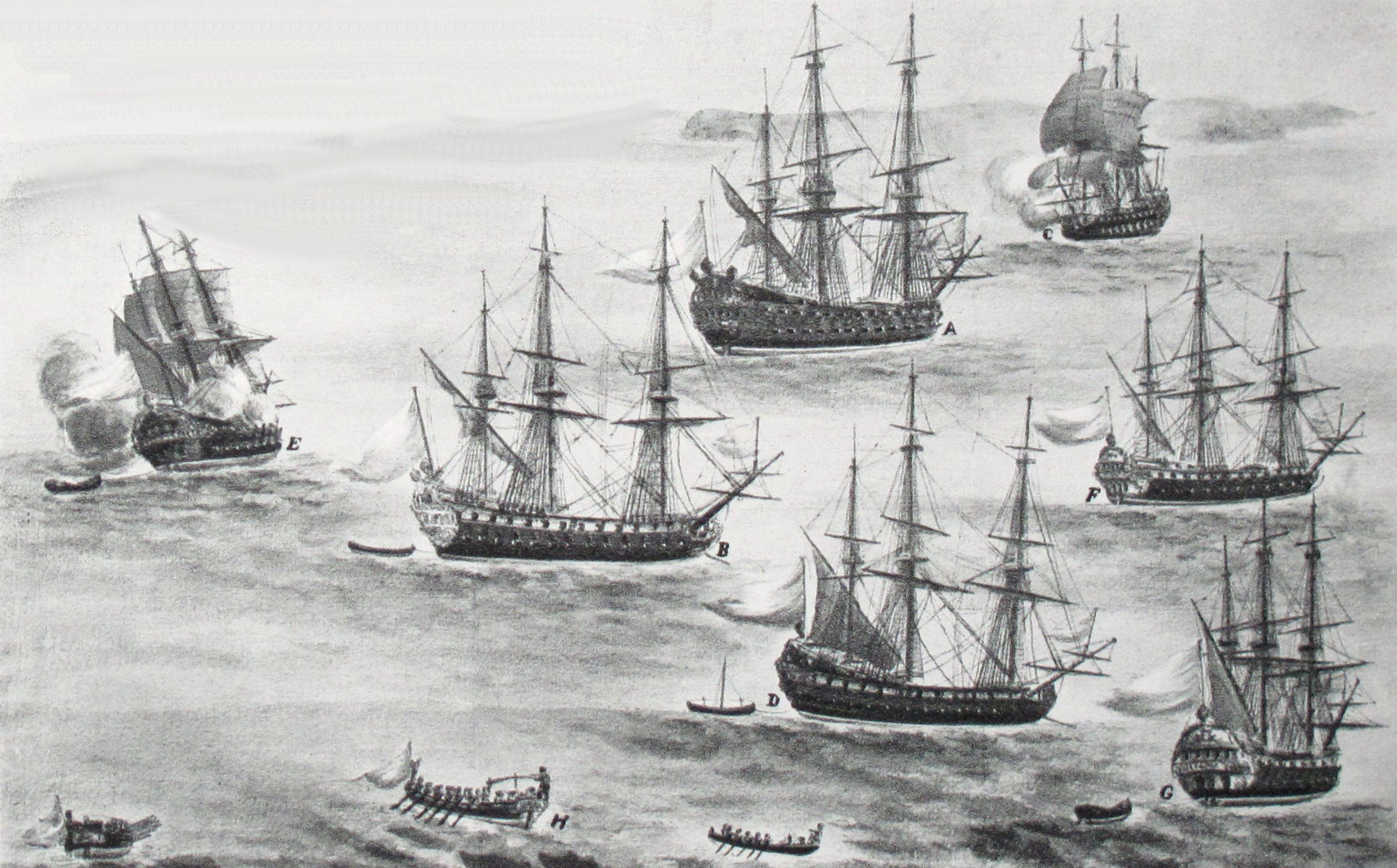
Parade navale organisée par Maurepas, qui fut un très habile ministre de la Marine de 1723 à 1749.

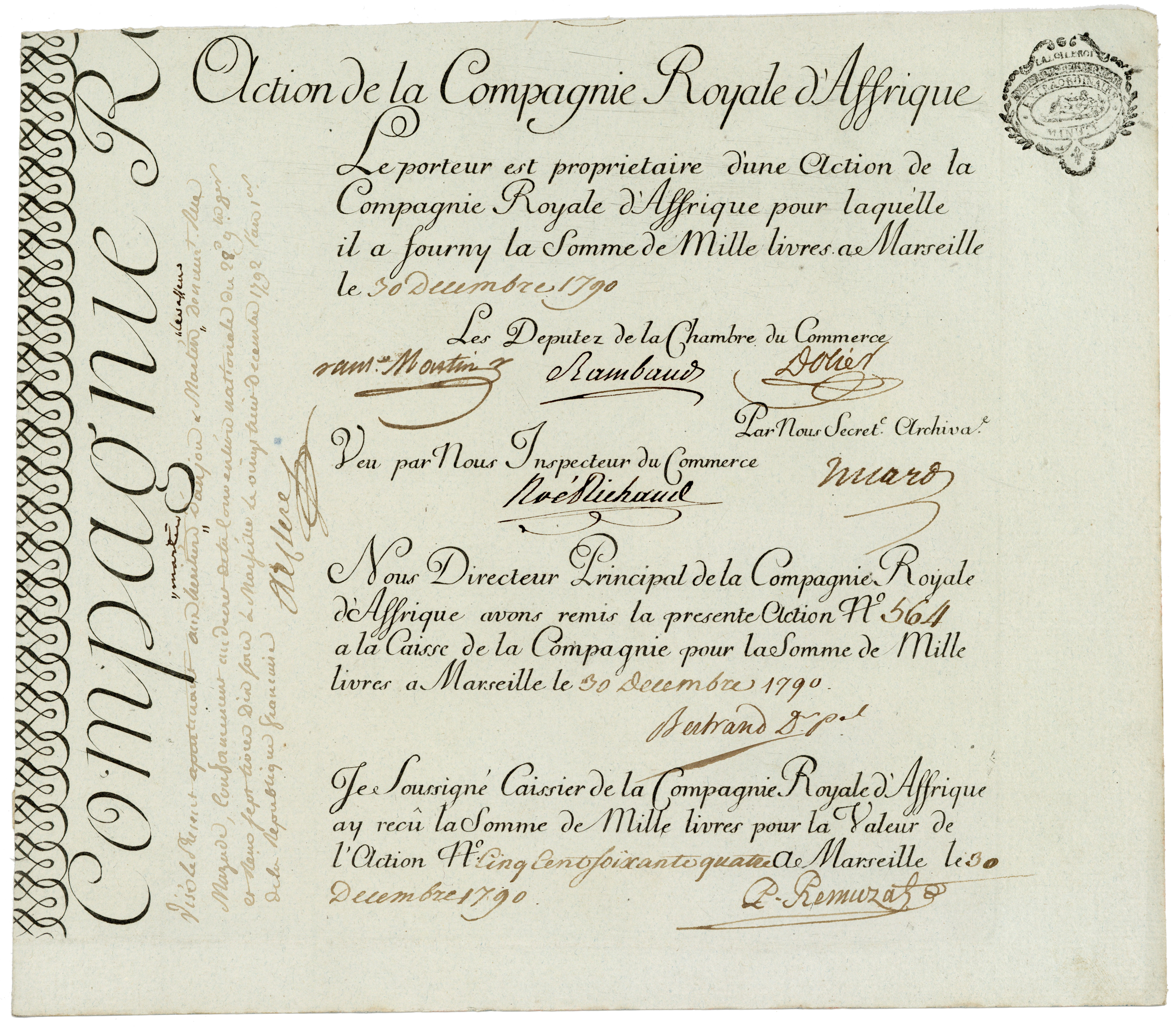
Action de la Compagnie Royale d'Afrique de 1.000 livres émise à Marseille le 30 décembre 1790. La création de la Compagnie coloniale en 1741 par le roi Louis XV ne s'est faite que grâce à l'initiative du ministre Jean-Frédéric Phélypeaux, comte de Maurepas, après que celui-ci eut confié à la Chambre de commerce de Marseille un rôle important dans la constitution du capital de la Compagnie et dans sa gestion. La Compagnie Royale d'Afrique, qui exista jusqu'en 1794, fut la seule compagnie d'Ancien Régime à distribuer des dividendes à ses actionnaires grâce à son monopole sur l'Algérie pour le blé et le corail.

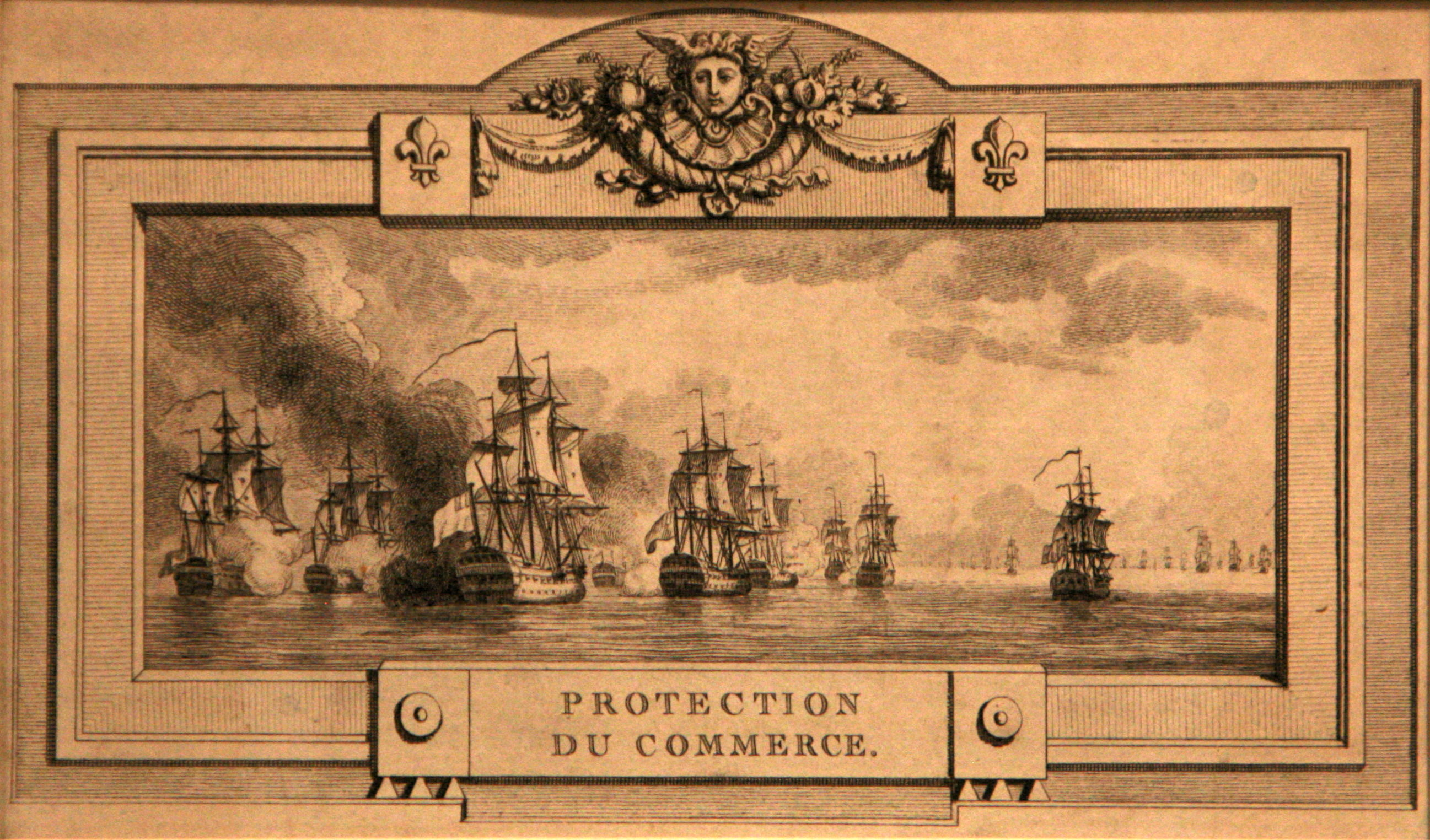
Protection du commerce : mission essentielle fixée par Maurepas à la Marine royale. Les vaisseaux ont ordre de se sacrifier en cas d'attaque de la Royal Navy pour sauver le convoi marchand, tactique qui réussit jusqu'en 1747.

Authentiquement intéressé par les questions scientifiques, ami du malouin Maupertuis, il l'envoya en Laponie faire une série de relevés et d'études. Il fit travailler les meilleurs esprits pour améliorer les techniques de navigation et de construction navale. Il fut un ministre de la marine discret mais très efficace, battant des records de longévité. C'est avec beaucoup de talent qu'il utilise des crédits insuffisants pour moderniser la Marine royale des années 1730-1740. Il visite les ports, rencontre les constructeurs et favorise l'émergence de nouvelles techniques de construction. Il fait remonter peu à peu les effectifs des vaisseaux et des frégates, restés longtemps à un très bas niveau (depuis 1708) à cause de la grave crise financière de la fin du règne de Louis XIV. C'est à lui que l'on doit l'apparition des vaisseaux de 74 canons qui surprennent la Royal Navy par leur puissance de feu et leur manœuvrabilité pendant la guerre de Succession d'Autriche (1741-1748).
Maurepas gère au mieux la marine pendant ce conflit alors que la Royal Navy garde malgré tout un fort avantage en nombre d'unités, de presque 2 pour 1. Le début de la guerre est marqué par une défaite française : la prise de la forteresse de Louisbourg en 1745 qui défend l'entrée du Saint-Laurent et du Canada. La place s'est laissé surprendre par un débarquement improvisé. Maurepas décide aussitôt d’envoyer une puissante escadre reprendre Louisbourg : 55 (ou 60) bâtiments portant 3 500 hommes de troupe escortés par 10 vaisseaux, 3 frégates et 3 navires à bombarde, commandés par le duc d'Anville. Le plan, très ambitieux, prévoit aussi de reprendre Port-Royal, l'ancienne capitale de l'Acadie devenue Annapolis et rien moins que la destruction de la ville de Boston. Mais l’expédition se traîne dans une interminable traversée de l’Atlantique (du 22 juin au 12 septembre 1746) où elle est bousculée par une terrible tempête lorsqu'elle arrive sur place. Elle tourne ensuite à la catastrophe sanitaire. Le scorbut, puis une toxicose liée à la mauvaise qualité des vivres, se déclare et décime les équipages. 800 soldats et 1 500 matelots décèdent en quelques jours. D’Anville, emporté par une crise d’apoplexie, s'écroule sur le gaillard d'arrière de son vaisseau. La Jonquière qui reprend le commandement fait une ultime tentative avec quatre vaisseaux et ce qui reste du convoi contre la ville d'Annapolis. Mais la tempête s'en mêle à nouveau alors que l'épidémie poursuit ses ravages. La Jonquière décide de rentrer. Les vaisseaux, réduits à l'état d'hôpitaux flottants, rentrent en ordre dispersé. L'escadre a été vaincue par la maladie sans même avoir rencontré l'ennemi. Louisbourg restera entre les mains des Anglais jusqu’à la fin de la guerre et sera échangée contre Madras, grosse place anglaise en Inde dont les Français de Dupleix se sont emparés. Cet échec ne doit pas faire oublier la très bonne tenue de la marine pour maintenir ouvertes les routes commerciales.
Lors de ce conflit, Maurepas organise de grands convois marchands escortés par la marine royale pour protéger ceux-ci des attaques anglaises. La réussite de cette tactique assure le maintien du commerce colonial français et les chambres de commerce félicitent même les capitaines français pour leur efficacité. Ces missions obscures, oubliées pendant longtemps des historiens, assurent tant bien que mal la liberté des mers pour les Français. Il faut attendre 1747 pour que la Royal Navy, tirant l'expérience de ses échecs, réussisse à reprendre le dessus lors des terribles batailles du cap Ortegal (mai 1747) et du cap Finisterre (octobre 1747). Mais la paix, signée l'année suivante, assure le succès global de la marine royale qui a su résister pendant l'essentiel de la guerre à la pression anglaise. Notons que la Royal Navy, surprise par la qualité des vaisseaux français, intègre immédiatement dans ses rangs les unités qu'elle a capturées lors des batailles de 1747 et se met aussi à les copier. Le renvoi de Maurepas en 1749 à la suite, on l'a dit, d'une cabale de Cour (mais au fond, parce que le roi envisageait depuis quelque temps déjà de se débarrasser d'un ministre « trop proche des factions aristocratiques qui n'avaient pas compris la nécessité de réformer la fiscalité ») apparaît comme une lourde perte pour la marine.
Il fut aussi un membre très influent de la haute noblesse franc-maçonne. Sa carrière fut surtout marquée par ses démêlés avec les maîtresses du Roi, placées par Mme de Tencin qui, pour des raisons politiques, le détestait également :

« C’est un homme faux, jaloux de tout, qui, n’ayant que de très petits moyens pour être en place, veut miner tout ce qui est autour de lui, pour n’avoir pas de rivaux à craindre. Il voudrait que ses collègues fussent encore plus ineptes que lui, pour paraître quelque chose. C’est un poltron, qui croit qu’il va toujours tout tuer, et qui s’enfuit en voyant l’ombre d’un homme qui veut résister. Il ne fait peur qu’à de petits enfants. De même Maurepas ne sera un grand homme qu’avec des nains, et croit qu’un bon mot ou qu’une épigramme ridicule vaut mieux qu’un plan de guerre ou de pacification. Dieu veuille qu’il ne reste plus longtemps en place pour nos intérêts et ceux de la France. »

— Mme de Tencin, lettre au duc de Richelieu, 1er août 1743
Mme de Châteauroux le détestait également et l'appelait le « comte de Faquinet ». Tombé malade à Metz, Louis XV l'avait renvoyée dans un accès de dévotion, mais il renoua avec elle une fois rétabli et ce fut Maurepas qui fut chargé de lui apporter la lettre du Roi qui le lui annonçait. La duchesse se proposait de le faire renvoyer sans tarder, mais elle n'en eut pas le loisir car elle mourut peu après le 8 décembre 1744, coïncidence qui amena certains à parler — quoique ce fût bien invraisemblable — de poison.
Avec Mme de Pompadour, les difficultés vinrent du tempérament facétieux de Maurepas, qui le poussait à répéter les libelles répandus contre la favorite. Chargé d'en poursuivre les auteurs, on l'accusait de ne les rechercher qu'avec peu de zèle, voire d'être l'auteur de certaines chansons.
Il devient franc-maçon en 1737. Il contribue à l'arrêt de poursuites contre des francs-maçons.

### La disgrâce (1749-1774)
L'une de ces accusations[Lesquelles ?] parut plus sérieuse que les autres : Maurepas fut disgracié en 1749 et exilé à quarante lieues (environ 160 km) de Paris.
Il choisit d'abord Bourges, dont le cardinal archevêque, Mgr de La Rochefoucauld, était son cousin, logeant dans un petit pavillon dépendant du palais archiépiscopal. C'est là qu'il se lia avec l'abbé de Véri, alors grand vicaire. Puis, en 1752, il reçut l'autorisation de s'installer dans son château de Pontchartrain. Enfin, l'exil ayant été commué, en 1756, en une simple interdiction de paraître à la Cour, il se partagea entre cette campagne et Paris.
« Le poste de ministre exilé », écrit Edgar Faure, « était celui où Maurepas pouvait le mieux déployer ses qualités chatoyantes. Il y fit longue et brillante carrière. » Doté d'une grande fortune, sachant recevoir agréablement, le comte et la comtesse de Maurepas recevaient, dans leur exil, de nombreuses visites. Maurepas entretenait une abondante correspondance avec le personnel politique, les savants et les hommes de lettres, qui le consultaient sur toutes les affaires importantes du temps.

### Ministre d'État de Louis XVI (1774-1781)
Vingt-cinq ans plus tard, dès son avènement (mai 1774), Louis XVI nomme Maurepas ministre d'État. Il ne fut pas nommé principal ministre en titre, mais il eut la préséance dans le Conseil. Lui-même se présentait comme le Mentor du jeune roi. « Le comte de Maurepas », note le prince de Montbarrey, « le premier quart d'heure de son installation, eut l'air d'occuper une place qu'il n'avait jamais quittée. »
L'historien Jean-Christian Petitfils (auteur de biographies sur Louis XV et Louis XVI) décrit l'action de Maurepas comme un règlement de comptes avec les ministres de Louis XV. La vindicte de Maurepas fait chuter le triumvirat impopulaire, légué par feu le roi, composé du chancelier Maupeou, du contrôleur général Terray et du secrétaire d'État d'Aiguillon (un de ses neveux). Les deux premiers, depuis trois ans, travaillaient, non sans succès, au rétablissement des finances et de l'autorité royale aux dépens des Parlements ; l'action diplomatique du duc d'Aiguillon, ministre des Affaires étrangères du 6 juin 1771 au 2 juin 1774, est plus sujette à caution, ayant approuvé le premier partage de la Pologne en 1772.[réf. nécessaire]. Maurepas fit nommer Turgot aux finances, le très populaire Malesherbes à la Maison du Roi et Vergennes aux Affaires étrangères.
Il commit l'erreur de rappeler les Parlements, qui avaient été suspendus par Maupeou en 1771, remettant en selle le pire ennemi du pouvoir royal. Jaloux de son ascendant sur Louis XVI, il intrigua contre Turgot dont la disgrâce en 1776 fut suivie après six mois de troubles par la nomination de Necker. En 1781, Maurepas se détourna de Necker comme il s'était détourné de Turgot.
Il mourut à Versailles le 21 novembre 1781 âgé de 80 ans. Son héritière universelle fut sa nièce Adélaïde-Diane-Hortense Mancini-Mazarin (1742-1808), fille d'Hélène-Françoise-Angélique Phélipeaux de Pontchartrain (1715-1782) et duchesse de Brissac par son mariage avec Louis Hercule Timoléon de Cossé-Brissac.

## Œuvres
- Certaines de ses lettres ont été publiées en 1896 par la Société de l'histoire de Paris.
- Les 4 volumes des Mémoires de Maurepas, prétendument rassemblés par son secrétaire et publiés par J. L. G. Soulavie en 1792, sont apocryphes.
- On lui doit d'avoir poursuivi le Recueil Clairambault-Maurepas, réunissant les pièces fugitives et libelles du temps [BNF, Ms. Fr. n° 12.616 à 12.659, 44 vol.], publié par Émile Raunié sous le titre de Chansonnier historique du XVIIIe siècle.
- Maurepas a contribué à la collection de facéties connue sous le titre d'Étrennes de la Saint Jean (1742).

## Sources, notes et références

### Sources
- Les papiers personnels de Jean-Fréderic Phélypeaux de Pontchartrain, comte de Maurepas et de sa famille sont conservés aux Archives nationales  sous la cote 257AP[12].